# 沢音千尋
沢音 千尋（さわね ちひろ、6月13日 - ）は、日本の女性漫画家、イラストレーター。コバルト文庫では 有吉 望（ありよし のぞみ）というペンネームを使うこともある。血液型B型。東京都在住。

## 概要
広島県広島市出身、市立舟入高校卒。被爆3世。
代表作に『黄泉の河』『ポケネコにゃんころりん』（原案：山本悦子）『夜間中学へようこそ』（しんぶん赤旗日曜版連載、原作：山本悦子）『今世は悪女で生き延びます！』（原作：藤春都）など。